# Házassági évforduló
A házassági évforduló egy családi ünnep, a házas emberek házasságkötése óta eltelt éveinek fordulója. A legtöbb emberi kultúrában számon tartják. 

## Megünnepelése
A házastársak szokás szerint valamilyen ajándékot adnak egymásnak. Az alkalmat gyakran lakodalommal ünnepelik. A legismertebb házassági évfordulók az ezüst-, az arany- és a gyémántlakodalom.

## Az egyes évfordulók elnevezései és hagyományai
Az egyes házassági évfordulókat gyakran az alábbi neveken említik:
| 25. évforduló | ezüstlakodalom   |
| 50. évforduló | aranylakodalom   |
| 60. évforduló | gyémántlakodalom |